# Albrecht van Beieren (1336-1404)

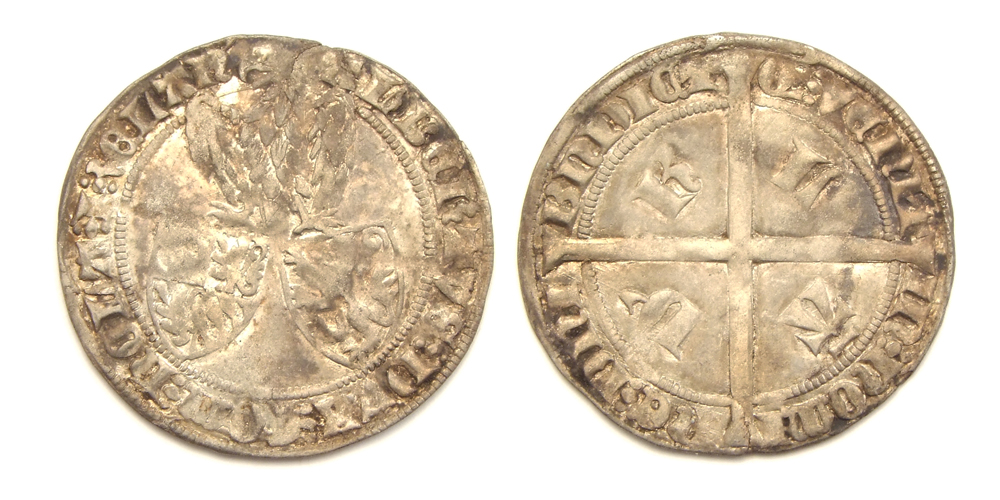
Zilveren groot of 'voetdrager', geslagen onder Albrecht van Beieren.
Muntplaats: Dordrecht 1389-1404.

Albrecht van Beieren, ook wel Aalbrecht (München, 25 juli 1336 - Den Haag, 16 december 1404) was graaf van Holland, Henegouwen en Zeeland en hertog van Beieren-Straubing uit het Huis Wittelsbach.

## Biografische gegevens
Albrecht van Beieren was de derde zoon van de Duitse keizer Lodewijk de Beier en diens tweede echtgenote Margaretha, gravin van Holland, Zeeland en Henegouwen. Na de dood van zijn vader werd hij in 1347 hertog van Beieren-Straubing.
Hoewel hij in het Beierse Straubing een groot slot bezat, woonde hij na 1358 vooral in Den Haag. Hij bestuurde Holland en Zeeland sinds 1358 als voogd voor zijn geestzieke broer Willem V met de titel 'ruwaard' en na diens dood in 1389 op eigen titel.

### Huwelijken, kinderen en bastaardkinderen
Albrecht trouwde op 28 juli 1353 met Margaretha van Brieg (1342/43 - 18 of 22 februari 1386), dochter van Lodewijk I van Brieg, hertog van Brieg en Liegnitz, en van Agnes van Glogau en kreeg met haar zeven kinderen:
- Johanna van Beieren (1356 - 31 december 1386) (huwde in (1370?) 1376 met koning Wenceslaus van Bohemen)
- Catharina (30 mei 1361 - Hattem, 11 november 1400), die in 1371 huwde met Eduard van Gelre (sneuvelde nog datzelfde jaar) en op 18 september 1379 huwde met hertog Willem III van Gulik
- Margaretha van Beieren (1363 - Dijon, 23 januari 1423) gehuwd in 1385 met Jan zonder Vrees, zoon van Filips de Stoute
- Willem (5 mei 1364 - 1417), gehuwd met Margaretha van Bourgondië, dochter van Filips de Stoute
- Albrecht II van Beieren (1368 - 21 januari 1397)
- Johanna (München, 1373 - Wenen, 15 november 1410), gehuwd met aartshertog Albrecht IV van Oostenrijk
- Jan zonder Genade (1374 - Den Haag, 5 januari 1425)

Albrecht had drie wettige zonen (waarvan één hertog Willem VI was) en zeven bastaardzonen. Een van deze bastaardzonen, geboren uit de relatie met Maria van Bronckhorst dochter van Willem IV van Bronckhorst en Cunegonde van Meurs was Willem 'de Bastaard' van Holland. Deze zoon had veel aanzien en verkreeg van Albrecht in 1427 de heerlijkheid van Schagen. Jacoba van Beieren zette dit bezit in 1430 om in een erfleen.
Daarnaast had hij een bastaarddochter Margrite, deze trouwde met Dirk van Zandhorst, waarop hij in 1414 benoemd werd als kastelein en schout van Kasteel Radboud te Medemblik. Van Zandhorst was een neef van Willem III van Naaldwijk.
Via huwelijkspolitiek probeerde Albrecht van Beieren zijn macht uit te breiden. Beroemd is het Dubbelhuwelijk van Kamerijk in 1385. Albrecht van Beieren liet zijn zoon Willem van Oostervant, de latere Willem VI van Holland, en zijn dochter Margaretha huwen met de kinderen van Filips de Stoute, hertog van Bourgondië.
Na Albrechts dood zou zijn zoon Willem de graafschappen Holland en Zeeland moeten overnemen, zoon Albrecht II zou hertog in Straubing worden en zoon Jan, elect van het Bisdom Luik.
Albrecht trouwde op 5 april 1394 voor een tweede maal, met Margareta van Kleef (1375-1411), dochter van Adolf III van der Mark, dit huwelijk bleef kinderloos.
Albrecht van Beieren overleed in Den Haag op 16 december 1404 en werd in de Hofkapel op het Binnenhof in Den Haag in het graf naast zijn eerste vrouw Margaretha van Brieg bijgezet. Hij werd opgevolgd door zijn zoon Willem VI.

## 1358-1359: Machtsstrijd in Holland en Zeeland[2]
Albrecht van Beieren kwam in Holland en Zeeland aan de macht nadat zijn broer graaf Willem V in 1358 op een feestavond krankzinnig werd en een van zijn vazallen doodstak. Volgens bronnen uit de tijd was Willem al langer geestesziek. Omdat de graaf niet langer in staat was zijn gebieden te besturen werd Albrecht vanuit zijn slot aan de Donau in het Beierse Straubing naar Holland geroepen. Albrecht nam als ruwaard de macht over en liet zijn broer opsluiten in het grafelijk kasteel van Le Quesnoy in Henegouwen (tegenwoordig in Noord-Frankrijk).

### Hoekse en Kabeljauwse twisten
Meteen na aankomst in Holland werd Albrecht van Beieren geconfronteerd met de vijandschap van een van de machtigste Zeeuwse edelen, Floris van Borselen (Kabeljauw). Deze was burggraaf van Heusden en zegelbewaarder van Albrechts broer graaf Willem V. Hij weigerde het zegel van de gestoorde graaf over te dragen aan diens broer Albrecht en belegerde vervolgens met helpers de stad Middelburg waarmee hij conflicten had. Hij bleef zich verzetten tegen Albrecht van Beieren, die hierop het Heusdense slot en stad belegerde. 
Herman van Naden, de commandant van de opstandige slotvoogd van Heusden, wist het tot begin 1359 vol te houden en zag zich na een bestorming van de burcht uiteindelijk gedwongen zich over te geven. Floris van Borselen verzoende zich vervolgens met Albrecht van Beieren.
Albrecht gebruikte veel machtsvertoon om de Hollandse en Zeeuwse gebieden te pacificeren. Hij wist de belegeraars van Middelburg tot de terugtocht te dwingen.
Ook in Holland werd door Albrecht van Beieren met veel kracht ingegrepen. In het dorp Castricum in het noordelijke Kennemerland was omstreeks 7 oktober 1358 Reinoud van Brederode, de Hoekse baljuw van Kennemerland, overvallen door diverse personen. De oorsprong lag in een reeds tientallen jaren durende familievete tussen de families Van Heemskerk en Brederode.
De daders vonden in de stad Delft, in Zeeland en op het kasteel in Heemskerk onderdak. Vanaf 24 november 1358 liet Albrecht het kasteel van Heemskerk vier maanden lang belegeren. Op 24 maart 1359 werd Wouter van Heemskerk gedwongen zich over te geven.
Veel daders verbleven in Delft. Vanaf 11 maart 1359 werd Delft gedurende een maand belegerd. Na de overgave van Delft werden de stadsmuren afgebroken (de stenen werden gebruikt om de muren rond het Haagse Binnenhof te versterken) en het poorthuis werd gesloopt. Duizend Delftse mannen en vijfhonderd vrouwen moesten na de overgave als bestraffing op blote voeten door Den Haag lopen en knielen voor Albrecht van Beieren en hem vergiffenis vragen.

## Rechtspraak in Zeeland[3]
Albrecht van Beieren kwam regelmatig naar Zeeland om recht te spreken in de Hoge Vierschaar. Deze grafelijke rechtbank vereiste de persoonlijke aanwezigheid van de graaf of van zijn oudste zoon als plaatsvervanger. De rechtbank kwam in de Zeeuwse steden Middelburg en Zierikzee bijeen en berechtte zware misdrijven als doodslag en verkrachting.
Albrecht van Beieren bezocht Zeeland veelvuldig om de vierschaar te leiden, weliswaar niet alle jaren zoals aan het einde van de 15e eeuw werd beweerd, maar tijdens de 46 bestuursjaren van Albrecht van Beieren is de Hoge Vierschaar in Zeeland in 33 jaren bijeengekomen.

## 1390-1404: Grote tegenstellingen aan het hof in Holland[4]
Omstreeks 1390 waren aan het hof in Den Haag grote tegenstellingen zichtbaar. In 1390 en 1391 stonden aan het hof twee groepen edellieden tegenover elkaar. In de eigentijdse bronnen werden deze twee partijen reeds aangeduid met de woorden Hoeken en Kabeljauwen. De laatste partij onder leiding van Jan van Arkel kreeg in eerste instantie de overhand aan het Haagse hof. De andersgezinde edellieden (de Hoeken) verloren hun invloed en plaatsen in de grafelijke raad.
In de jaren negentig van de veertiende eeuw steeg de macht van de Kabeljauwse edelman Jan van Arkel aan het grafelijk hof in Den Haag tot ongekende hoogte. Hij gold aan het hof als de voornaamste raadsman van Albrecht van Beieren. Deze positie bleek niet lang houdbaar. Van Arkel had een goede relatie met graaf Albrecht, maar een uiterst slechte verstandhouding met diens zoon Willem van Oostervant. Nadat de invloed van Willem aan het hof toenam, verkleinde de macht van Jan van Arkel. De situatie verslechterde dusdanig dat Jan van Arkel niet alleen zijn voorkeurspositie aan het grafelijk hof verloor, maar in 1401 ook alle Hollandse en Zeeuwse leengoederen.

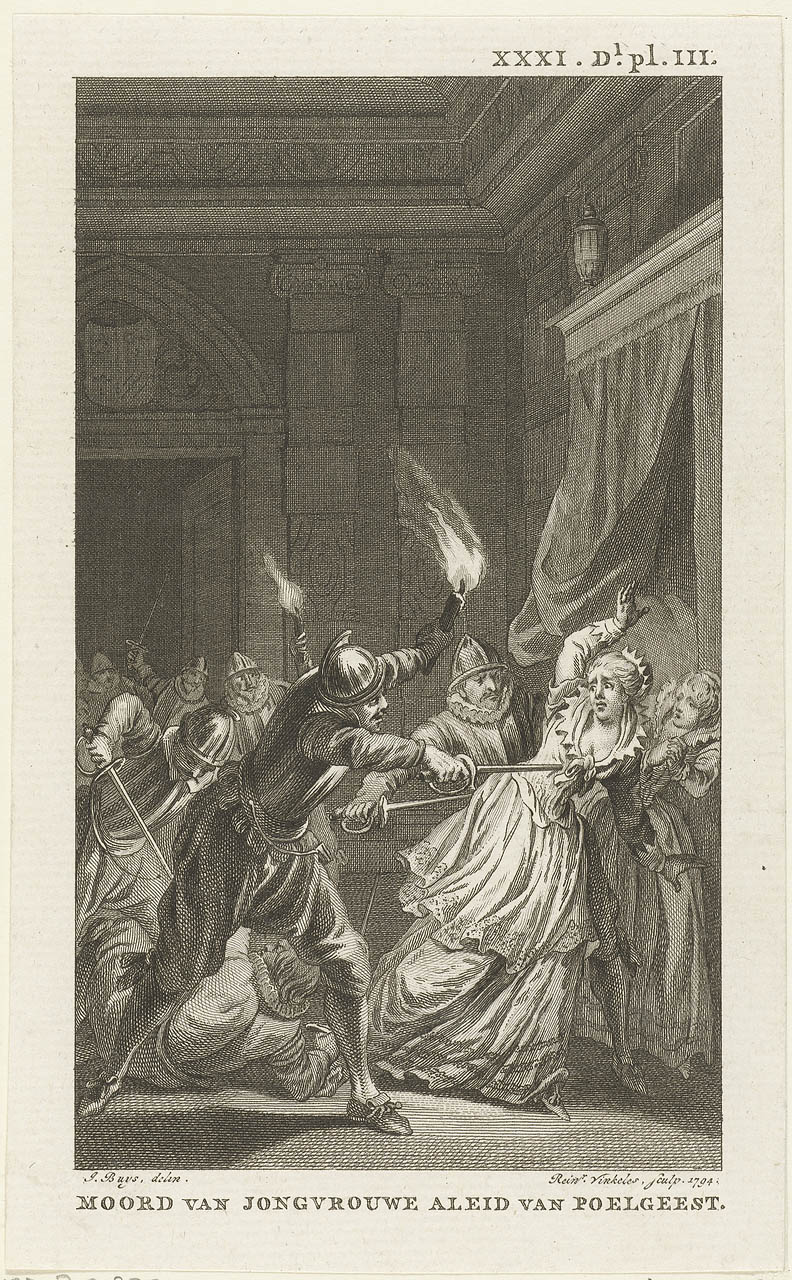
Moord op Aleid van Poelgeest.

Nadat Albrechts vrouw Margaretha in 1386 was overleden, kreeg Albrecht met verschillende edelvrouwen een relatie. Aleid van Poelgeest was na 1388 de uitverkorene van de vorst. In de nacht van 21 op 22 september 1392 werd zij samen met Willem Cuser dood geslagen. Volgens de oudste aantekeningen was dat in de 'kooltuyn' (het huidige Plein), latere bronnen noemen ook het Buitenhof. Willem Cuser was een van de belangrijkste dienaren van Albrecht van Beieren en een vertegenwoordiger van de Kabeljauwse partij. Dirk de Blote en zijn verwanten werden beschouwd als de hoofddaders van deze aanslag. Zij hadden bij graaf Albrecht van Beieren het bezitsrecht van het leengoed Ter Hoecke in Rijswijk aangevochten. De graaf had dit leengoed, waarop Dirk de Blote meende recht te hebben, niet aan hem maar aan zijn eigen minnares Aleid van Poelgeest doen toekomen. Willem Cuser had ernstige geschillen met verschillende hovelingen.
Hiermee sloeg de vlam in de pan. De maatregelen die graaf Albrecht van Beieren vanaf november 1392 nam tegen de direct en de indirect betrokkenen bij de aanslag op zijn dienaar en zijn geliefde waren fors. Behalve dat hij een aanzienlijk aantal gevluchte personen verbande en hun bezittingen en eigendommen confisqueerde, kregen verwanten van Willem Cuser en Aleid van Poelgeest toestemming om wraak te nemen. Door de wraakacties vielen verschillende slachtoffers. Onder de ballingen bevond zich ook Albrecht van Beierens eigen zoon Willem van Oostervant. Ook werd als bestraffing een groot aantal woonhuizen van verbannen daders en medeplichtigen afgebroken. Het kwam tot een treffen in juli 1393 in het Land van Altena, waar Albrecht van Beieren de stadsmuren van Woudrichem afbrak en het beleg voor Kasteel Altena sloeg, hij nam vele Hoeken gevangen, maar velen wisten ook te ontkomen.
Om de verzoening tussen Albrecht van Beieren en zijn uit de gratie geraakte zoon te laten lukken is uitgebreid bemiddeld, onder meer door vertegenwoordigers van de hertog van Bourgondië en Johanna, hertogin van Brabant. Op 8 september 1394 kwam na langdurige onderhandelingen in Reimerswaal een verzoening tot stand tussen Willem van Oostervant en zijn voornaamste vijanden, waaronder Jan van Arkel en Coen Cuser, de vader van de doodgeslagen Willem.
Willem van Oostervant zal na zijn terugkeer ongetwijfeld bij zijn vader erop aan hebben gedrongen dat ook zijn verbannen adviseurs weer mochten terugkeren. De meesten keerden in 1396 terug. De definitieve verzoening tussen de daders en de verwanten van Willem Cuser en Aleid van Poelgeest zou Albrecht van Beieren niet meer meemaken. Pas op 25 oktober 1413 kwamen de daders en de verwanten van de slachtoffers tot overeenstemming over de inhoud van het zoenverdrag.

## 1396-1401: Friese oorlog[6]
Na de verzoening met zijn zoon Willem VI besloot Albrecht van Beieren in 1396 voor zijn rechten in Friesland te strijden. Gedurende vijf jaar (1396-1401) voerde Albrecht van Beieren een actieve politiek die gericht was op de gewelddadige onderwerping van Friesland; de zogenoemde Friese Oorlog. In 1398 erkende een deel van de Friezen Albrecht als hun heer.
In de periode 1396-1401 ondernam Albrecht van Beieren drie grote veldtochten en een kleinere expeditie naar Friesland. In 1396 landde de graaf bij Kuinre en versloeg de Friezen bij Schoterzijl. In 1398 volgde een tweede tocht. Het verkrijgen van een militair overwicht was moeilijk, maar uiteindelijk kwam het in 1401 tot een wapenstilstand, de Vrede van Bolsward. In dat zelfde jaar trok hij zich helemaal terug uit Friesland omdat hij zijn handen vol had aan de Arkelse oorlog.

## Politieke en culturele betekenis[7]

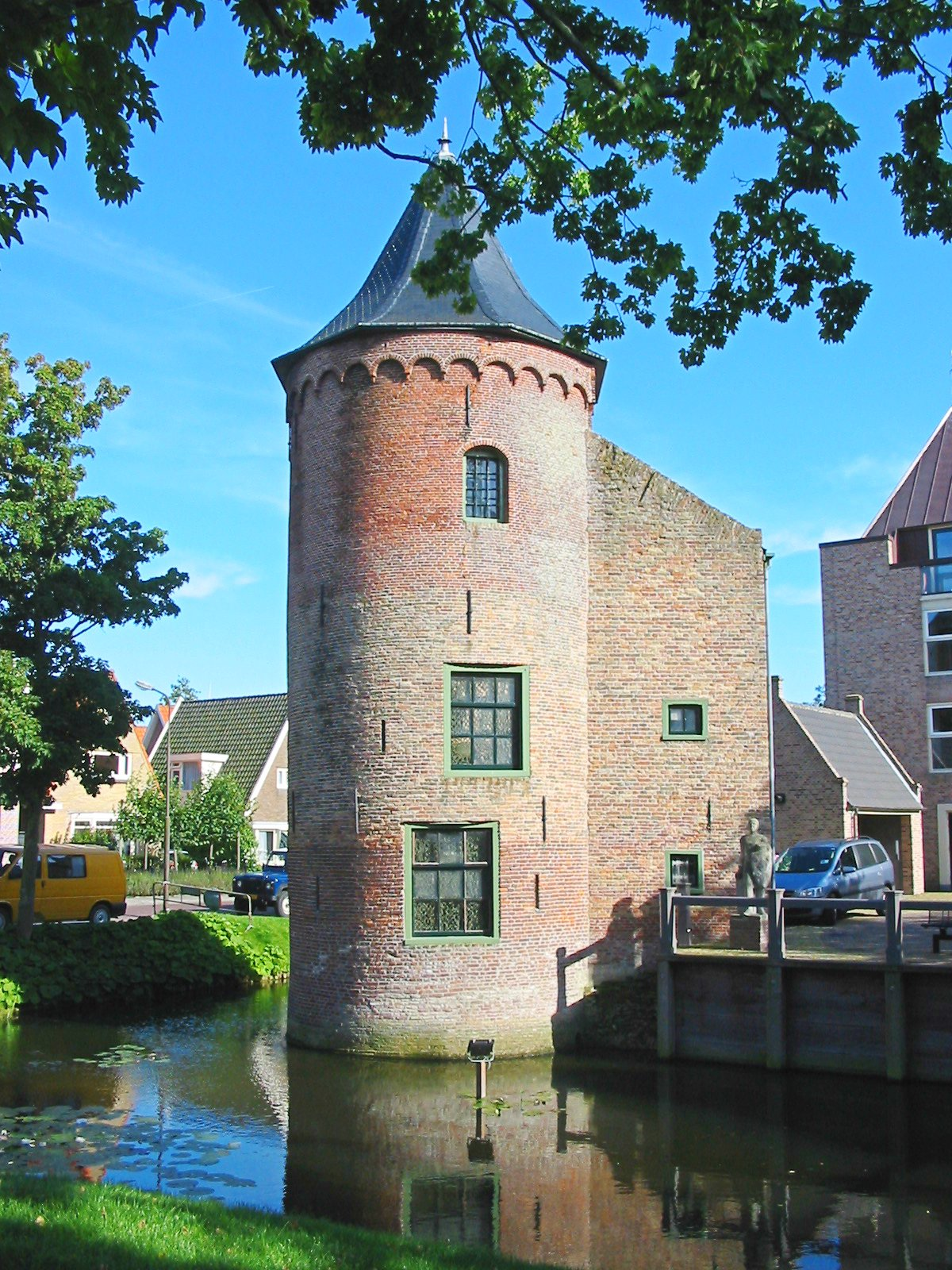
Het kasteel van Schagen.

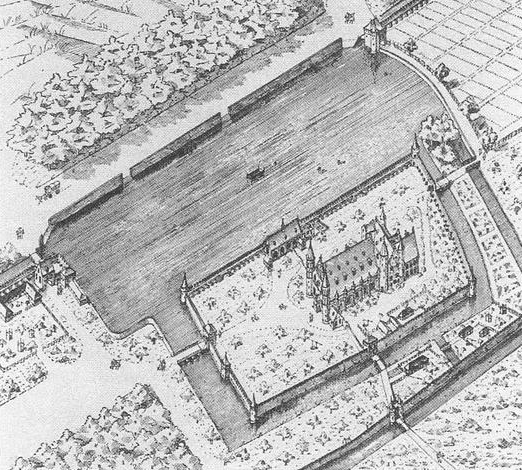
Het Binnenhof in Den Haag.

Aan het Haagse hof trad Albrecht van Beieren veelvuldig als bemiddelaar in conflicten op. Ook bij tegenstellingen in de Hollandse stadsbesturen poogde hij als bemiddelaar te opereren. De gevolgen van zijn poging in 1404 om in te grijpen in de conflicten in de stad Haarlem zijn de graaf van Holland mogelijk dat jaar fataal geworden.
Hij ging de Nederlandse geschiedenis in door het ingrijpende privilege dat hij in 1400 verleende aan het bestuur van de stad Amsterdam, waardoor de burgemeesters van de stad bijna vier eeuwen lang een grote mate van onafhankelijkheid verkregen.
In 1390 werd in zijn opdracht het kasteel van Schagen gebouwd. In eerste instantie was het een groot woonhuis voor de heer van Schagen, maar in 1440 werd het tot een echt kasteel verbouwd door een van de bastaardzonen van Albrecht: Willem 'de Bastaard' van Holland. Van dit laat-middeleeuwse kasteel zijn tegenwoordig nog maar twee torens over.
Ook heeft hij een grote rol gespeeld in de ontwikkeling van Den Haag. Den Haag werd een echte grafelijke residentie onder Albrecht van Beieren. Het grafelijk complex werd uitgebreid. Vooral aan de zijde van de Hofvijver verrees een dichte bebouwing.
De plaats ontving van Albrecht in 1370 vele privileges. Zo gaf hij belastingvoordeel aan iedereen die zich in Den Haag vestigde; hierdoor steeg het aantal inwoners van het dorp. Ook benoemde hij een eigen bestuur en gezagshandhavers en op 18 mei 1373 schonk hij aan de inwoners van Den Haag vrijstelling van tolheffingen in al zijn landen. De grafelijke aanwezigheid bracht nieuwe welvaart naar Den Haag. Hij verleende aan Den Haag echter geen stadsrechten. Dat deed hij wel in Woerden, op 13 maart 1372, als dank voor de verdedigingswerken die de inwoners hadden aangelegd als verdediging tegen het bisdom Utrecht.
Het culturele leven aan het Haagse hof kende onder Albrecht van Beieren bloeiende jaren. Hij nodigde dichters, musici en artiesten uit aan het hof. Zijn Beierse achtergrond bleek duidelijk uit de artiesten die hij uitnodigde. Veel Duitstalige dichters bezochten het hof. Hollandse kunstenaars trokken op hun beurt naar Beieren.

## Kwartierstaat (voorouders)
| Otto II van Beieren (1206-1253)        | Otto II van Beieren (1206-1253)        | Otto II van Beieren (1206-1253)        | Otto II van Beieren (1206-1253)        | Otto II van Beieren (1206-1253)        | Otto II van Beieren (1206-1253)        | Agnes van de Palts (1201-1267)      | Agnes van de Palts (1201-1267)      | Agnes van de Palts (1201-1267)      | Agnes van de Palts (1201-1267)      | Agnes van de Palts (1201-1267)      | Agnes van de Palts (1201-1267)      |                                     |                                     | Rudolf I (1218-1291)          | Rudolf I (1218-1291)          | Rudolf I (1218-1291)              | Rudolf I (1218-1291)              | Rudolf I (1218-1291)              | Rudolf I (1218-1291)              | Gertrude van Hohenberg (1225-1281) | Gertrude van Hohenberg (1225-1281) | Gertrude van Hohenberg (1225-1281) | Gertrude van Hohenberg (1225-1281) | Gertrude van Hohenberg (1225-1281) | Gertrude van Hohenberg (1225-1281) |                                  |                                  | Jan II van Avesnes (1247-1304)   | Jan II van Avesnes (1247-1304)   | Jan II van Avesnes (1247-1304) | Jan II van Avesnes (1247-1304) | Jan II van Avesnes (1247-1304)     | Jan II van Avesnes (1247-1304)     | Filippa van Luxemburg (1252-1311)  | Filippa van Luxemburg (1252-1311)  | Filippa van Luxemburg (1252-1311)  | Filippa van Luxemburg (1252-1311)  | Filippa van Luxemburg (1252-1311)        | Filippa van Luxemburg (1252-1311)        |                                          |                                          | Karel van Valois (1270-1325)             | Karel van Valois (1270-1325)             | Karel van Valois (1270-1325)            | Karel van Valois (1270-1325)            | Karel van Valois (1270-1325)   | Karel van Valois (1270-1325)   | Margaretha van Anjou (1273-1299) | Margaretha van Anjou (1273-1299) | Margaretha van Anjou (1273-1299) | Margaretha van Anjou (1273-1299) | Margaretha van Anjou (1273-1299) | Margaretha van Anjou (1273-1299) |  |  |  |  |  |  |  |  |  |  |  |  |  |  |  |  |  |  |  |  |  |  |  |  |  |  |  |  |  |  |  |  |  |  |  |  |  |  |  |  |  |  |  |  |  |  |  |  |
| Otto II van Beieren (1206-1253)        | Otto II van Beieren (1206-1253)        | Otto II van Beieren (1206-1253)        | Otto II van Beieren (1206-1253)        | Otto II van Beieren (1206-1253)        | Otto II van Beieren (1206-1253)        | Agnes van de Palts (1201-1267)      | Agnes van de Palts (1201-1267)      | Agnes van de Palts (1201-1267)      | Agnes van de Palts (1201-1267)      | Agnes van de Palts (1201-1267)      | Agnes van de Palts (1201-1267)      |                                     |                                     | Rudolf I (1218-1291)          | Rudolf I (1218-1291)          | Rudolf I (1218-1291)              | Rudolf I (1218-1291)              | Rudolf I (1218-1291)              | Rudolf I (1218-1291)              | Gertrude van Hohenberg (1225-1281) | Gertrude van Hohenberg (1225-1281) | Gertrude van Hohenberg (1225-1281) | Gertrude van Hohenberg (1225-1281) | Gertrude van Hohenberg (1225-1281) | Gertrude van Hohenberg (1225-1281) |                                  |                                  | Jan II van Avesnes (1247-1304)   | Jan II van Avesnes (1247-1304)   | Jan II van Avesnes (1247-1304) | Jan II van Avesnes (1247-1304) | Jan II van Avesnes (1247-1304)     | Jan II van Avesnes (1247-1304)     | Filippa van Luxemburg (1252-1311)  | Filippa van Luxemburg (1252-1311)  | Filippa van Luxemburg (1252-1311)  | Filippa van Luxemburg (1252-1311)  | Filippa van Luxemburg (1252-1311)        | Filippa van Luxemburg (1252-1311)        |                                          |                                          | Karel van Valois (1270-1325)             | Karel van Valois (1270-1325)             | Karel van Valois (1270-1325)            | Karel van Valois (1270-1325)            | Karel van Valois (1270-1325)   | Karel van Valois (1270-1325)   | Margaretha van Anjou (1273-1299) | Margaretha van Anjou (1273-1299) | Margaretha van Anjou (1273-1299) | Margaretha van Anjou (1273-1299) | Margaretha van Anjou (1273-1299) | Margaretha van Anjou (1273-1299) |  |  |  |  |  |  |  |  |  |  |  |  |  |  |  |  |  |  |  |  |  |  |  |  |  |  |  |  |  |  |  |  |  |  |  |  |  |  |  |  |  |  |  |  |  |  |  |  |
|                                        |                                        |                                        |                                        |                                        |                                        |                                     |                                     |                                     |                                     |                                     |                                     |                                     |                                     |                               |                               |                                   |                                   |                                   |                                   |                                    |                                    |                                    |                                    |                                    |                                    |                                  |                                  |                                  |                                  |                                |                                |                                    |                                    |                                    |                                    |                                    |                                    |                                          |                                          |                                          |                                          |                                          |                                          |                                         |                                         |                                |                                |                                  |                                  |                                  |                                  |                                  |                                  |  |  |  |  |  |  |  |  |  |  |  |  |  |  |  |  |  |  |  |  |  |  |  |  |  |  |  |  |  |  |  |  |  |  |  |  |  |  |  |  |  |  |  |  |  |  |  |  |
|                                        |                                        |                                        |                                        | Lodewijk II van Beieren (1229-1294)    | Lodewijk II van Beieren (1229-1294)    | Lodewijk II van Beieren (1229-1294) | Lodewijk II van Beieren (1229-1294) | Lodewijk II van Beieren (1229-1294) | Lodewijk II van Beieren (1229-1294) |                                     |                                     |                                     |                                     |                               |                               | Mathilde van Habsburg (1253-1304) | Mathilde van Habsburg (1253-1304) | Mathilde van Habsburg (1253-1304) | Mathilde van Habsburg (1253-1304) | Mathilde van Habsburg (1253-1304)  | Mathilde van Habsburg (1253-1304)  |                                    |                                    |                                    |                                    |                                  |                                  |                                  |                                  |                                |                                | Willem III van Holland (1287-1337) | Willem III van Holland (1287-1337) | Willem III van Holland (1287-1337) | Willem III van Holland (1287-1337) | Willem III van Holland (1287-1337) | Willem III van Holland (1287-1337) |                                          |                                          |                                          |                                          |                                          |                                          | Johanna van Valois (1294-1352)          | Johanna van Valois (1294-1352)          | Johanna van Valois (1294-1352) | Johanna van Valois (1294-1352) | Johanna van Valois (1294-1352)   | Johanna van Valois (1294-1352)   |                                  |                                  |                                  |                                  |  |  |  |  |  |  |  |  |  |  |  |  |  |  |  |  |  |  |  |  |  |  |  |  |  |  |  |  |  |  |  |  |  |  |  |  |  |  |  |  |  |  |  |  |  |  |  |  |
|                                        |                                        |                                        |                                        | Lodewijk II van Beieren (1229-1294)    | Lodewijk II van Beieren (1229-1294)    | Lodewijk II van Beieren (1229-1294) | Lodewijk II van Beieren (1229-1294) | Lodewijk II van Beieren (1229-1294) | Lodewijk II van Beieren (1229-1294) |                                     |                                     |                                     |                                     |                               |                               | Mathilde van Habsburg (1253-1304) | Mathilde van Habsburg (1253-1304) | Mathilde van Habsburg (1253-1304) | Mathilde van Habsburg (1253-1304) | Mathilde van Habsburg (1253-1304)  | Mathilde van Habsburg (1253-1304)  |                                    |                                    |                                    |                                    |                                  |                                  |                                  |                                  |                                |                                | Willem III van Holland (1287-1337) | Willem III van Holland (1287-1337) | Willem III van Holland (1287-1337) | Willem III van Holland (1287-1337) | Willem III van Holland (1287-1337) | Willem III van Holland (1287-1337) |                                          |                                          |                                          |                                          |                                          |                                          | Johanna van Valois (1294-1352)          | Johanna van Valois (1294-1352)          | Johanna van Valois (1294-1352) | Johanna van Valois (1294-1352) | Johanna van Valois (1294-1352)   | Johanna van Valois (1294-1352)   |                                  |                                  |                                  |                                  |  |  |  |  |  |  |  |  |  |  |  |  |  |  |  |  |  |  |  |  |  |  |  |  |  |  |  |  |  |  |  |  |  |  |  |  |  |  |  |  |  |  |  |  |  |  |  |  |
|                                        |                                        |                                        |                                        |                                        |                                        |                                     |                                     |                                     |                                     | Lodewijk de Beier (1282-1347)       | Lodewijk de Beier (1282-1347)       | Lodewijk de Beier (1282-1347)       | Lodewijk de Beier (1282-1347)       | Lodewijk de Beier (1282-1347) | Lodewijk de Beier (1282-1347) |                                   |                                   |                                   |                                   |                                    |                                    |                                    |                                    |                                    |                                    |                                  |                                  |                                  |                                  |                                |                                |                                    |                                    |                                    |                                    |                                    |                                    | Margaretha II van Henegouwen (1310-1356) | Margaretha II van Henegouwen (1310-1356) | Margaretha II van Henegouwen (1310-1356) | Margaretha II van Henegouwen (1310-1356) | Margaretha II van Henegouwen (1310-1356) | Margaretha II van Henegouwen (1310-1356) |                                         |                                         |                                |                                |                                  |                                  |                                  |                                  |                                  |                                  |  |  |  |  |  |  |  |  |  |  |  |  |  |  |  |  |  |  |  |  |  |  |  |  |  |  |  |  |  |  |  |  |  |  |  |  |  |  |  |  |  |  |  |  |  |  |  |  |
|                                        |                                        |                                        |                                        |                                        |                                        |                                     |                                     |                                     |                                     | Lodewijk de Beier (1282-1347)       | Lodewijk de Beier (1282-1347)       | Lodewijk de Beier (1282-1347)       | Lodewijk de Beier (1282-1347)       | Lodewijk de Beier (1282-1347) | Lodewijk de Beier (1282-1347) |                                   |                                   |                                   |                                   |                                    |                                    |                                    |                                    |                                    |                                    |                                  |                                  |                                  |                                  |                                |                                |                                    |                                    |                                    |                                    |                                    |                                    | Margaretha II van Henegouwen (1310-1356) | Margaretha II van Henegouwen (1310-1356) | Margaretha II van Henegouwen (1310-1356) | Margaretha II van Henegouwen (1310-1356) | Margaretha II van Henegouwen (1310-1356) | Margaretha II van Henegouwen (1310-1356) |                                         |                                         |                                |                                |                                  |                                  |                                  |                                  |                                  |                                  |  |  |  |  |  |  |  |  |  |  |  |  |  |  |  |  |  |  |  |  |  |  |  |  |  |  |  |  |  |  |  |  |  |  |  |  |  |  |  |  |  |  |  |  |  |  |  |  |
|                                        |                                        |                                        |                                        |                                        |                                        |                                     |                                     |                                     |                                     |                                     |                                     |                                     |                                     |                               |                               |                                   |                                   |                                   |                                   |                                    |                                    |                                    |                                    |                                    |                                    |                                  |                                  |                                  |                                  |                                |                                |                                    |                                    |                                    |                                    |                                    |                                    |                                          |                                          |                                          |                                          |                                          |                                          |                                         |                                         |                                |                                |                                  |                                  |                                  |                                  |                                  |                                  |  |  |  |  |  |  |  |  |  |  |  |  |  |  |  |  |  |  |  |  |  |  |  |  |  |  |  |  |  |  |  |  |  |  |  |  |  |  |  |  |  |  |  |  |  |  |  |  |
|                                        |                                        |                                        |                                        |                                        |                                        |                                     |                                     |                                     |                                     |                                     |                                     |                                     |                                     |                               |                               |                                   |                                   |                                   |                                   |                                    |                                    |                                    |                                    |                                    |                                    |                                  |                                  |                                  |                                  |                                |                                |                                    |                                    |                                    |                                    |                                    |                                    |                                          |                                          |                                          |                                          |                                          |                                          |                                         |                                         |                                |                                |                                  |                                  |                                  |                                  |                                  |                                  |  |  |  |  |  |  |  |  |  |  |  |  |  |  |  |  |  |  |  |  |  |  |  |  |  |  |  |  |  |  |  |  |  |  |  |  |  |  |  |  |  |  |  |  |  |  |  |  |
| Margaretha van Beieren (ca. 1321-1374) | Margaretha van Beieren (ca. 1321-1374) | Margaretha van Beieren (ca. 1321-1374) | Margaretha van Beieren (ca. 1321-1374) | Margaretha van Beieren (ca. 1321-1374) | Margaretha van Beieren (ca. 1321-1374) |                                     |                                     | Lodewijk VI van Beieren (1328-1365) | Lodewijk VI van Beieren (1328-1365) | Lodewijk VI van Beieren (1328-1365) | Lodewijk VI van Beieren (1328-1365) | Lodewijk VI van Beieren (1328-1365) | Lodewijk VI van Beieren (1328-1365) |                               |                               | Elisabeth van Beieren (1329-1402) | Elisabeth van Beieren (1329-1402) | Elisabeth van Beieren (1329-1402) | Elisabeth van Beieren (1329-1402) | Elisabeth van Beieren (1329-1402)  | Elisabeth van Beieren (1329-1402)  |                                    |                                    | Willem V van Holland (1330–1389)   | Willem V van Holland (1330–1389)   | Willem V van Holland (1330–1389) | Willem V van Holland (1330–1389) | Willem V van Holland (1330–1389) | Willem V van Holland (1330–1389) |                                |                                | Albrecht van Beieren (1336-1404)   | Albrecht van Beieren (1336-1404)   | Albrecht van Beieren (1336-1404)   | Albrecht van Beieren (1336-1404)   | Albrecht van Beieren (1336-1404)   | Albrecht van Beieren (1336-1404)   |                                          |                                          | Otto V van Beieren (ca. 1340/1342–1379)  | Otto V van Beieren (ca. 1340/1342–1379)  | Otto V van Beieren (ca. 1340/1342–1379)  | Otto V van Beieren (ca. 1340/1342–1379)  | Otto V van Beieren (ca. 1340/1342–1379) | Otto V van Beieren (ca. 1340/1342–1379) |                                |                                | ...+ 3 zusters en 1 broer        | ...+ 3 zusters en 1 broer        | ...+ 3 zusters en 1 broer        | ...+ 3 zusters en 1 broer        | ...+ 3 zusters en 1 broer        | ...+ 3 zusters en 1 broer        |  |  |  |  |  |  |  |  |  |  |  |  |  |  |  |  |  |  |  |  |  |  |  |  |  |  |  |  |  |  |  |  |  |  |  |  |  |  |  |  |  |  |  |  |  |  |  |  |